# Liège-Bastogne-Liège 2005
La 90e édition de Liège-Bastogne-Liège a eu lieu le 25 avril 2005 et a été remportée par le Kazakh Alexandre Vinokourov sur une distance de 260 kilomètres.

## Déroulement de la course
C'est Alexandre Vinokourov qui remporte la Doyenne 2005 après un raid de plus de 70 kilomètres avec Jens Voigt. Les deux coureurs se sont disputé la victoire dans le sprint final. 
Un groupe composé du champion olympique, Paolo Bettini, de Michael Boogerd et de l'Australien Cadel Evans s'échappe à une dizaine de kilomètres de la ligne afin d'aller chercher une troisième place. Celle-ci fut finalement conquise grâce à une attaque dans la dernière côte par Michael Boogerd.

## Classement final
| \| 1 \| Alexandre Vinokourov \| Kazakhstan \| T-Mobile \| 6 h 29 min 09 s \| \| 2 \| Jens Voigt \| Allemagne \| Team CSC \| 0 s \| \| 3 \| Michael Boogerd[1] \| Pays-Bas \| Rabobank \| à 14 s \| \| 4 \| Paolo Bettini \| Italie \| Quick Step-Innergetic \| à 24 s \| \| 5 \| Cadel Evans \| Australie \| Davitamon-Lotto \| 24 s \| \| 6 \| David Etxebarria \| Espagne \| Euskadi \| à 27 s \| \| 7 \| Miguel Ángel Martín Perdiguero \| Espagne \| Phonak \| à 28 s \| \| 8 \| Mirko Celestino \| Italie \| Davitamon-Lotto \| à 28 s \| \| 9 \| Damiano Cunego \| Italie \| Lampre-Caffita \| à 28 s \| \| 10 \| Ángel Vicioso \| Espagne \| Liberty Seguros \| à 28 s \| |                                |            |                       |                 |
| 1 | Alexandre Vinokourov           | Kazakhstan | T-Mobile              | 6 h 29 min 09 s |
| 2 | Jens Voigt                     | Allemagne  | Team CSC              | 0 s             |
| 3 | Michael Boogerd                | Pays-Bas   | Rabobank              | à 14 s          |
| 4 | Paolo Bettini                  | Italie     | Quick Step-Innergetic | à 24 s          |
| 5 | Cadel Evans                    | Australie  | Davitamon-Lotto       | 24 s            |
| 6 | David Etxebarria               | Espagne    | Euskadi               | à 27 s          |
| 7 | Miguel Ángel Martín Perdiguero | Espagne    | Phonak                | à 28 s          |
| 8 | Mirko Celestino                | Italie     | Davitamon-Lotto       | à 28 s          |
| 9 | Damiano Cunego                 | Italie     | Lampre-Caffita        | à 28 s          |
| 10 | Ángel Vicioso                  | Espagne    | Liberty Seguros       | à 28 s          |